# Colón (Uruguai)
Colón és una localitat de l'Uruguai, ubicada a l'est del departament de Lavalleja. Té una població aproximada de 180 habitants, segons les dades del cens del 2011.
Es troba a 80 metres sobre el nivell del mar.
| 1963 | 1975 | 1985 | 1996 | 2004 |
| ---- | ---- | ---- | ---- | ---- |
| 384  | 368  | 264  | 223  | 220  |